# STAND UP TO THE VICTORY
『STAND UP TO THE VICTORY』（スタンド・アップ・トゥ・ザ・ヴィクトリー）は川添智久のミニアルバム。1993年7月21日、キングレコードより発売された。

## 解説
テレビ朝日系アニメ『機動戦士Vガンダム』オープニングテーマとして起用された「STAND UP TO THE VICTORY 〜トゥ・ザ・ヴィクトリー〜」のアルバム・バージョンを含む川添ソロ唯一のミニ・アルバム。その経緯から同アニメのステッカーを付属している。なお、神長弘一はサウンドプロデュースと編曲を共同で行ったのみで、ギター演奏は別のミュージシャンが行ったためしていない。

## 批評
CDジャーナルは「週刊少年ジャンプを土曜日に早売りスタンドで買ってしまう人向け」と評した。

## 収録曲
全曲　作曲：川添智久　
1. My Name is ANMONITE
作詞：みかみ麗緒・川添智久　編曲：川添智久・神長弘一
2. STAND UP TO THE VICTORY 〜トゥ・ザ・ヴィクトリー〜（album ver.）
作詞：井萩隣・みかみ麗緒　編曲：川添智久・神長弘一・月光恵亮
3. 赤いバラを君だけに
作詞：みかみ麗緒・川添智久　編曲：川添智久・神長弘一
4. YOUNG BLOOD
作詞：みかみ麗緒・川添智久　編曲：川添智久・神長弘一
5. CRAZY NIGHT, CRAZY LOVE
作詞：みかみ麗緒　編曲：川添智久・神長弘一
6. KNOCK OUT 〜昨日へ 僕の偽りを〜
作詞：みかみ麗緒・川添智久　編曲：川添智久・神長弘一

## レコーディング参加
- 為山五朗 - ギター(#ALL)
- 平川達也 - ギター(#3)
- 宮崎よしお - ギター(#ALL)
- 横関敦 - ギター(#4)
- 青山純 - ドラム(#2, 3, 6)
- 小柳昌法 - ドラム(#1, 4)
- 前野知常 - キーボード(#ALL)
- 田村直美 - コーラス(#2)
- 小野寺明敏 - コーラス(#1, 3, 4, 6)
- 坂井紀雄 - コーラス(#5)